# Gołostópka indyjska
Gołostópka indyjska (Tatera indica) – gatunek ssaka z podrodziny myszoskoczków (Gerbillinae) w obrębie rodziny myszowatych (Muridae).

## Zasięg występowania
Gołostópka indyjska występuje w Turcji (prowincja Şanliurfa w południowo-wschodniej Anatolii), Syrii (na wschód od Eufratu), Iraku, Kuwejcie, Iranie, Afganistanie, Pakistanie, Indiach, południowym Nepalu i na Sri Lance.

## Taksonomia
Gatunek po raz pierwszy zgodnie z zasadami nazewnictwa binominalnego opisał w 1807 roku brytyjski przyrodnik Thomas Hardwicke nadając mu nazwę Dipus indicus. Holotyp pochodził z obszaru między Waranasi i Haridwar, w północnych Indiach. Jedyny żyjący przedstawiciel rodzaju gołostópka (Tatera).
Do niedawna wszystkie myszoskoczki z Afryki były zaliczane do rodzaju Tatera: jednak na podstawie danych morfologicznych zaproponowano, aby Tatera obejmował jeden współcześnie występujący gatunek z Azji T. indica, podczas gdy wszystkie inne afrykańskie myszoskoczki umieszczano w Gerbilliscus. Analizy molekularne potwierdziły ten układ taksonomiczny. Autorzy Illustrated Checklist of the Mammals of the World uznają ten takson za gatunek monotypowy.

### Etymologia
- Tatera: nazwa wymyślona, bez etymologii[19].
- indica: łac. Indicus „indyjski”, od India „Indie”[20].

## Morfologia
Długość ciała (bez ogona) 143–210 mm, długość ogona 152–198 mm, długość ucha 21–31 mm, długość tylnej stopy 34–59 mm; masa ciała 150–270 g. 

## Tryb życia
Gołostópka indyjska żyje w dużych grupach, zamieszkuje systemy głębokich nor z licznymi otworami wejściowymi. Wejścia te są często przez gryzonie zamykane pulchną ziemią w celu zabezpieczenia nor przed wtargnięciem mangust i węży. Niekiedy tak licznie się rozmnażają, że opuszczają dotychczasowe siedziby i nawiedzają pobliskie ogrody i pola. Żywią się kłączami, bulwami, zielonymi częściami roślin, korzeniami, owadami, a nawet pisklętami i jajami. Sądzi się, że mogą przyczyniać się do rozprzestrzeniania się dżumy.
Gołostópki indyjskie rozmnażają się przez cały rok. W jednym miocie rodzi się do 8 młodych.